# Grab der Familie Goliath
Das Grab der Familie Goliath befindet sich in Jericho. Es datiert in das erste nachchristliche Jahrhundert und gehörte einer wohlhabenden Familie, die wahrscheinlich Priesterämter in Jerusalem innehatte. Die sterblichen Überreste der Familienangehörigen wurden in Steinkisten (Ossuaren) deponiert, auf denen teilweise kurze Inschriften angebracht sind. Durch diese Texte kann der Stammbaum dieser Familie über mehrere Generationen verfolgt werden. 
Die Grabanlage besteht aus einem Hof und zwei Kammern, die wiederum jeweils diverse Nischen für Ossuare haben. Kammer A hat an der Süd- und Westseite jeweils drei Nischen, an der Nordseite zwei. Der Eingang vom Hof befindet sich auf der Ostseite, hier gibt es auch eine kleine Kammer für Knochen. Insgesamt fanden sich neun Ossuare in dieser Kammer. Die Knochenkammer fand sich angefüllt mit Knochen von etwa 100 Individuen. Die ganze Kammer A (Wände und Decke) ist weiß stuckiert und ausgemalt. Die Malereien aus der Nord- und Südseite sind gut erhalten und zeigen Weinreben, Blätter und Vögel. Wandmalereien in Grabanlagen dieser Periode in Judäa sind ansonsten nicht häufig bezeugt. Die verwendeten Farben sind vor allem verschiedene Schattierungen von Rot, Braun und Schwarz. Kammer B zwei konnte durch einen kleinen Gang an der Nordseite von Kammer A erreicht werden. Hier gibt es an der Nord-, West- und Ostseite jeweils zwei Nischen. In dieser Kammer fanden sich zwölf Ossuare. 
Insgesamt vierzehn Ossuare trugen 32 Inschriften, die es erlauben, die hier bestattete Familie zu rekonstruieren. Die Inschriften sind meist in hebräischer beziehungsweise aramäischer oder in griechischer Sprache auf die Ossuare gepinselt. Der Vater der Familie war demnach Yeho′ezer Goliath, Sohn des Ele′azar, der nach dem Knochenbefund ausgesprochen groß war. Seine Gemahlin war Schelamsion (Ossuar XX und XXI). Verschiedene Kinder werden auf den Ossuaren genannt. Ein Sohn hieß ebenfalls Yeho′ezer und hatte seinerseits eine Frau namens Salome. Von besonderem Interesse ist Ossuar VIII, dessen Inschrift folgendermaßen lautet: „Θεοδότου ἀπελευθέρου βασιλίσσης Ἀγριππεῖνης σορός“ („Ossuar des Theodotos, des Freigelassenen der Königin Agrippina“). Bei der Agrippina, die in dem Text genannt wird, handelt es sich vermutlich um Agrippina die Jüngere, die Ehefrau des Kaisers Claudius. Theodotos kam demnach als Sklave, möglicherweise als Kriegsgefangener oder Geisel, in deren Eigentum. In diesem Rahmen dürfte er auch seinen griechischen Namen angenommen haben, sein hebräischer Name war wohl Natanel (wovon Theodotos die direkte Übersetzung ist). Nach seiner Freilassung scheint er wieder in den Kreis seiner Familie zurückgekehrt zu sein und wurde offensichtlich in deren Grabanlage bestattet. Ob Theodotos in seiner Zeit als Sklave nach Rom gebracht wurde oder nicht vielleicht eine Funktion in Judäa selbst ausübte (etwa als Verwalter der im kaiserlichen Besitz befindlichen großen Balsamplantagen im Umland Jerichos), lässt sich nicht klären. Eine weitere Inschrift auf einem Ossuar betrifft eine gewisse Mariah und gibt an, dass sie die Tochter von Natanel und die Enkelin von Schelamsion sei. Wenn man davon ausgeht, dass der hier genannte Natanel mit dem Freigelassenen Theodotos identisch ist, folgt daraus, dass dieser der Sohn von Yeho′ezer war. Weitere Inschriften beziehen sich auf andere Familienmitglieder.
Bei den Angehörigen der Familie Goliath handelte es sich vielleicht um Priester, die bedeutende Funktionen im Tempel von Jerusalem ausübten. Aus anderen Quellen ist bekannt, dass viele Priester in Jericho lebten. Anhand der Inschriften, die teilweise in den traditionellen regionalen Sprachen, teilweise aber auch in der überregionalen Verkehrssprache Griechisch verfasst wurden, lässt sich die langsame Integration der jüdischen Familie Goliath in den griechisch-römischen Kulturkreis ablesen (Hellenisierung beziehungsweise Romanisierung).